# Алуніт
Алуні́т або галуняк (від лат. alun — галун, галунний камінь) — мінерал з групи сульфатів, основний сульфат алюмінію та калію острівної будови.

## Історія
Назва алуніт,  похідна від «Alum» (з латинської «alumen»). Вперше мінерал був видобутий у 15 ст. в Тольфа, що поблизу Риму для виробництва алюмінію під контролем пап. У 1707 році він був описаний французьким хіміком і геологом Жаном-Клодом Деламетерієм як алюмініліт, який потім був скорочений в 1824 році французьким геологом і мінералогом Франсуа Салліс Беданом в алуніт. Альбрехт Дюрер зобразив на його гравюрі Меленколію I (1514) і назвав алюнітний кристал.

## Загальний опис
Склад: KAl3 [SO4]2(OH)6. Містить (%): K2O — 11,37; Al2O3 — 36,92; SO3 — 38,66; H2O — 13,05.

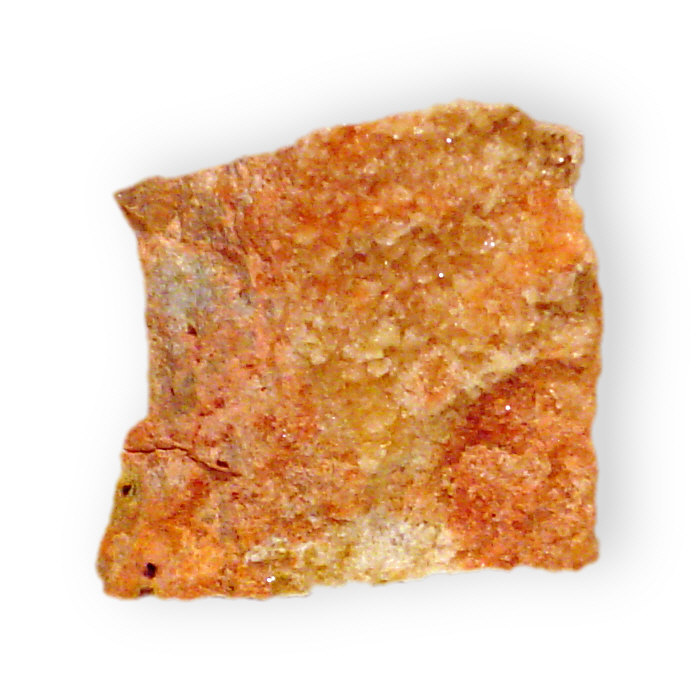
Алуніт. Штат Юта, США.

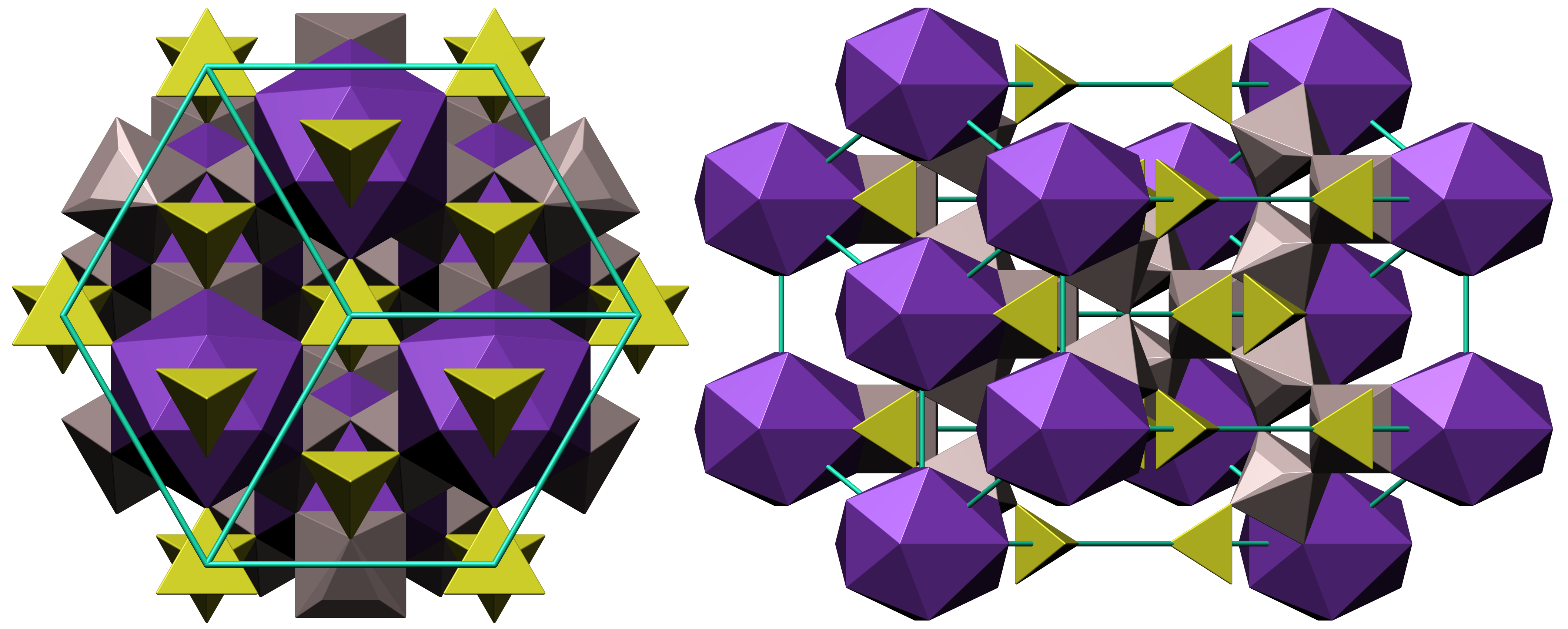
Кристалічна структура алуніту

Сингонія тригональна. Зустрічається у вигляді тонкозернистих і землистих мас та дрібних кристалів.
Колір з сіруватим, жовтуватим або червонуватим забарвленням. Просвічує до прозорого. Блиск скляний, іноді перламутровий полиск. Риса біла.
Кристали кубічні або товстотаблитчасті, звичайно в тонкозернистих, землистих, іноді волокнистих масах.
Густина 2,6-2,8, твердість 3,5-4.
Використовується для одержання галуну, сульфату, алюмінію, рідше — металевого алюмінію.
Утворюється при дії сірчистої пари на кислі вивержені гірські породи, а також при дії сульфатних поверхневих вод на глиноземисті породи.
Родовища алуніту відомі в Україні (на Закарпатті), в Казахстані, в Азербайджані. Використовують для одержання сульфату алюмінію.

## Різновиди
Розрізняють:
- алуніт залізний (відміна алуніту, яка містить до 5% Fe2O3),
- алуніт натріїстий (відміна алуніту, яка містить 4,41% Na2O).